# Henry James Montague
Henry James Montague fue el nombre artístico de Henry James Mann (20 de enero de 1843-13 de agosto de 1878) fue un actor estadounidense nacido en Inglaterra.

## Biografía
Comenzó actuando en comedias de Thomas William Robertson en Londres y en 1870 fue uno los fundadores del Vaudeville Theatre con David James y Thomas Thorne. Lester Wallack lo llevó a los Estados Unidos en 1874. Representó el papel del capitán Molineux en el estreno de The Shaughraun en 1874 y más tarde apareció en Caste, Diplomacy y The Overland Route. Montague fue miembro fundador y el primer «pastor» (presidente) de The Lambs, un club de actores fundado en 1874 en la ciudad de Nueva York que aún existe en 2012.
Fue demandado por la actriz británica Rose Massey en 1875, por incumplimiento de promesa matrimonial. El caso no se dio por terminado hasta la muerte del actor. Falleció el 13 de agosto de 1878 y fue enterrado en el cementerio de Green-Wood de Brooklyn, Nueva York, el 21 de agosto de 1878.